# Roy Emerson
Roy Stanley Emerson (født 3. november 1936 i Queensland, Australien) er en australsk tennisspiller, der igennem sin karriere i 1960'erne vandt 12 Grand Slam-singletitler. 

## Grand Slam
Emersons 12 Grand Slam-singletitler fordeler sig således:
- Australian Open
  - 1961, 1963, 1964, 1965, 1966 og 1967

- French Open
  - 1963 og 1967

- Wimbledon
  - 1965 og 1967

- US Open
  - 1961 og 1964

## Eksterne links
- Spillerprofil
- Roy Emersons opslag i Munzinger Sportsarchiv (tysk)
- Roy Emersons profil hos ATP World Tour (engelsk)
- Roy Emersons profil hos ITF Tennis (engelsk)
- Roy Emersons profil hos Davis Cup (engelsk)
- Roy Emersons profil hos International Tennis Hall of Fame (engelsk)
- Roy Emersons profil hos Tennis Australia (engelsk)
- Roy Emersons profil hos ITF Tennis (engelsk)
- Roy Emersons profil hos NNDB (engelsk)

1. ↑  Navnet er anført på svensk og stammer fra Wikidata hvor navnet endnu ikke findes på dansk.